# جيمس ر. باول
جيمس ر. باول (بالإنجليزية: James R. Powell)‏ هو فيزيائي أمريكي، ولد في القرن العشرين.